# 第3逃亡者
『第3逃亡者』（だいさんとうぼうしゃ、Young and Innocent）は1937年のイギリスのサスペンス映画。
監督はアルフレッド・ヒッチコック、出演はデリック・デ・マーニーとノヴァ・ピルビームなど。
ジョセフィン・テイの1936年の長編推理小説『ロウソクのために一シリングを』を映画化した作品である。
アメリカ合衆国での初公開時には『The Girl Was Young』のタイトルで一部のシーンが削除されている。

## ストーリー
映画女優クリスティンの死体を偶然発見した青年ロバートは、殺人犯と誤解されて逮捕されてしまうが逃亡、警察に追われながらも、警察署長の娘エリカの助けを借りながら真犯人を探し出して自らの潔白を証明しようと奮闘する。

## キャスト
※括弧内は日本語吹替（PDDVD版）。
- ロバート・ティスダル: デリック・デ・マーニー（英語版）（浜田賢二） - 殺人の容疑をかけられた青年。
- エリカ・バーゴイン: ノヴァ・ピルビーム（英語版）（小島幸子） - 警察署長の娘。
- バーゴイン大佐: パーシー・マーモント（英語版）（遠藤純一） - 警察署長。エリカの父。
- ウィルじいさん: エドワード・リグビー（英語版）（関口篤） - 事件の鍵を握る男。
- マーガレット: メアリー・クレア（英語版） - エリカの叔母。詮索好き。
- ケント警部補: ジョン・ロングデン（田坂浩樹）
- ガイ: ジョージ・カーゾン（英語版）（平林正） - クリスティンの嫉妬深い夫。ドラマー。
- ベイジル: ベイジル・ラドフォード（英語版） - エリカの叔父。マーガレットの夫。
- クリスティン・クレイ: パメラ・カーメ（林香織） - 映画女優。

## 作品の評価
Rotten Tomatoesによれば、18件の評論の全てが高く評価しており、平均して10点満点中7.62点を得ている。
最大の見どころとして、後半のクライマックスシーンにおけるクレーンを使った大がかりな移動撮影を通じて真犯人の居場所を観客にだけ先に明示してみせるワンシーン・ワンカットが挙げられている。

## ヒッチコックの登場シーン
開始15分ほどの裁判所前のシーンでカメラを抱えている。